# Polemologia
Polemologia é o estudo científico das guerras e seus efeitos, formas, causas e funções enquanto fenómeno social. O termo foi proposto em 1946 pelo sociólogo e economista francês Gaston Bouthoul (1896-1980) no seu livro Cent millions de morts, tendo sido abraçado por múltiplas áreas das ciências militares, das ciências políticas e do estudos das relações internacionais. A aceitação da polemologia como um ramo de estudo no campo das ciências políticas pressupõe o abandono da aceitação da guerra como um fenómeno exclusivamente consciente e voluntário e de que os conflitos bélicos podem ser evitados utilizando mecanismos jurídicos de regulação da relação entre povos e Estados.